# Sterrenwijk (Utrecht)
De Sterrenwijk is een buurt in de wijk Oost in Utrecht, de hoofdstad van de Nederlandse provincie Utrecht. Veel straten in deze buurt dragen de naam van een planeet.

## Locatie en beschrijving
De buurt wordt begrensd door de spoorlijn naar 's-Hertogenbosch, de Kromme Rijn en de buurten Watervogelbuurt, Abstede, Rubenslaan en omgeving, en Tolsteegsingel en omgeving.
Sterrenwijk wordt ten onrechte vaak gezien als de hele zuidelijke helft van de wijk Oost, mensen zien de Tolsteegsingel als de singel van de Sterrenwijk, de Watervogelbuurt wordt gezien als een zuidelijk verlengstuk van de wijk, net als het Lodewijk Napoleonplantsoen en omgeving.
De Rubenslaan en omgeving wordt vaak ook verward met de wijk.
Omdat, in tegenstelling tot de huidige nieuwbouw, de oorspronkelijke witte noodwoningen nog deel uitmaakten van Abstede wordt deze door oudere Utrechters soms nog meer als de echte Sterrenwijk gezien dan Sterrenwijk zelf. Er wordt ook vaak over 'Abstede/Sterrenwijk' gesproken.
In Sterrenwijk liggen de volgende straten:
- Marsstraat
- Poolsterhof
- Neptunusstraat
- Orionstraat
- Pegasushof
- Eclipshof
- Mercuriushof
- Zenithstraat
- Jupiterstraat
- Keerkringplein
- Meteoorhof
- Equatorplein
- Saturnusstraat
- Meridiaanstraat
- Komeetstraat
- Venuslaan

## Typering wijk
De buurt was oorspronkelijk een woningwetwijk uit het begin van de 20e eeuw, gelegen aan de Abstederdijk. De woningen hadden een beoogde levensduur van vijfentwintig jaar. Deze oorspronkelijke karakteristieke witte "noodwoningen" verkeerden in bouwtechnisch en woontechnisch opzicht in zeer slechte staat. In de jaren tachtig is aan de Venuslaan een nieuwe Sterrenwijk gebouwd.
De Sterrenwijk is altijd al een wijk geweest met een beruchte reputatie. Voor de sloop van de woningwetwoningen verkeerde de wijk in een zeer slechte staat. Nadien is er een netwerk van hofjes en straatjes opgezet.
Deze slechte reputatie heeft de wijk al sinds jaar en dag. Als het gaat over werkloosheid en criminaliteit, steekt de Sterrenwijk samen met Abstede en het Lodewijk Napoleonplantsoen ver uit boven het gemiddelde van Oost. Al sinds zijn ontstaan is het een arbeiderswijk geweest die de wat armere Utrechters in het oostelijk deel van de stad huisvestte. De Sterrenwijk is een wijk die elke echte Utrechter weet te noemen. Nog steeds is het net als Ondiep, Lombok en Wijk C een van de bekendste volksbuurten van Utrecht.
Demografisch ziet de Sterrenwijk er als volgt uit: 

1997: 54% laag inkomen, 5% hoog inkomen, 36% inactief. 

1999: 48% laag inkomen, 6% hoog inkomen, 24% inactief. 

2004: 50% laag inkomen, 7% hoog inkomen, 29% inactief.

### Herstructurering
In het kader van "bouwen voor de buurt" (in de stadsvernieuwingsperiode) werd de buurt in de jaren zeventig aangewezen als herstructureringswijk. Sloop en nieuwbouw van de gehele buurt – met woonerven – volgde, waarbij buurtinspraak voor een belangrijk deel het uiterlijk bepaald heeft. De stedenbouwkundige verkaveling van de buurt kan nu worden getypeerd als die van een halfopen stedelijk blok.

### Bewoners
In Sterrenwijk wonen ongeveer 850 bewoners in 379 woningen. Jongerenoverlast heeft Sterrenwijk en ook Abstede in het verleden geplaagd.

### Voetbal
Als mensen aan Sterrenwijk denken, denken ze vaak aan voetbal: de buurt staat bekend om zijn passie voor voetbal, en dan met name voor FC Utrecht. De voetballer Gerald Vanenburg is afkomstig uit Sterrenwijk en is ooit begonnen bij de lokale amateurvoetbalvereniging VV Sterrenwijk.
Abstede · Buiten Wittevrouwen · Galgenwaard · Lodewijk Napoleonplantsoen en omgeving · Maarschalkerweerd · Oosterbuurt · Oudwijk · Rijnsweerd · Rubenslaan en omgeving · Schildersbuurt · Sterrenwijk · Tolsteegsingel en omgeving · Utrecht Science Park · Watervogelbuurt · Wilhelminapark en omgeving